# أحمد العسم
أحمد عيسى العسم شاعر وأديب إماراتي انتخب عضواً في كثير من مجالس إدارة الجمعيات الأهلية والمؤسسات في دولة الإمارات العربية المتحدة وصدر له مجموعة من إصدارات تتنوع بين الشعر الفصيح والعامي.

شارك في العديد من الأمسيات الشعرية والمنتديات، ونشر في المجلات والجرائد والدوريات داخل الإمارات وخارجها .
عضو مجلس إدارة سابق في اتحاد كتاب وأدباء الإمارات ورئيس الهيئة الإدارية سابقا لفرع اتحاد كتاب وأدباء الإمارات في رأس الخيمة 

## اتحادات ومؤسسات
1. رئيس الهيئة الإدارية لاتحاد كتاب وأدباء الإمارات – فرع رأس الخيمة منذ سنة 2000م إلى سنة 2018
2. عضو مجلس إدارة اتحاد كتاب وأدباء الإمارات - منذ سنة 2000م إلى سنة 2018 [9]
3. عضو مؤسس جماعة الشحاتين – شهر ديسمبر 1989 [10]
4. عضو مؤسس مركز رأس الخيمة للتوحد – سنة 2005
5. عضو مؤسس في مجلة الملتقى الأدبي – سنة 1991
6. عضو جميعة حقوق الإنسان – سنة 2008

## مؤلفاته

### مؤلفات مطبوعة
1. مشهد في رئتي – مجموعة مشتركة – سنة 1998.
2. يحدث هذا فقط – مجموعة شعرية بالفصحى * طبعة أولى – إصدار خاص – سنة 2002 .
3. ورد عمري – مجموعة شعرية بالعامية – سنة 2003 .
4. الفائض من الرف – مجموعة شعرية بالفصحى – سنة 2008.[11]
5. يحدث هذا فقط – مجموعة شعرية بالفصحى * طبعة ثانية – إصدار اتحاد كتاب وأدباء الإمارات سنة 2008 [12][13]
6. صوت الرمان – مجموعة شعرية بالعامية – سنة 2010.
7. سكون ينزلق سنة 2010
8. باب النظرة – هيئة أبوظبي للثقافة والتراث سنة 2010 [14]
9. ليل يبتل: شعر. 2012.
10. فنر: شعر. 2012.
11. المهمل في الحياة. 2013.[15]
12. لم يقصص رؤياه : شعر. 2014.
13. كوخ مالح : شعر. 2014.
14. سوالف شوق. 2014.
15. في غفلة الماء. 2015.
16. الأعمال الشعرية الكاملة (1) شعر عامي. 2016.
17. تحت الظل الكثرة. 2017.
18. وسط بعيد. 2016.
19. المهمل في الحياة. 2018.[16]
20. أصافح ضيوفاً لا أعرفهم في الظلمة : الأعمال الشعرية الكاملة. 2019.[17]
21. 3 نقلات. 2021.[18]

### مؤلفات تحت الطبع
1. في غفلة الماء، مقالات أدبية
2. مشياً على قدميك، كتابات في المكان
3. الفكرة يقظة الروح، كتابات في شخوص المكان
4. فنر، نصوص شعرية بالعامية